# Erich Reitzenstein
Erich Reitzenstein (* 30. August 1897 in Straßburg; † 27. Februar 1976 in Mainz) war ein deutscher Klassischer Philologe.

## Leben
Erich Reitzenstein wurde 1897 als jüngerer der zwei Söhne des Philologen und Religionshistorikers Richard Reitzenstein (1861–1931) geboren. Sein Vater zog 1911 nach Freiburg und lehrte ab 1914 an der Georg-August-Universität in Göttingen. Am dortigen Städtischen Gymnasium legte Erich Reitzenstein 1916 das Abitur ab. Gleich danach meldete er sich als Kriegsfreiwilliger und wurde als Infanterist an die Westfront geschickt, wo er bis zum Ende des Ersten Weltkriegs stationiert war. Er stieg bis zum Leutnant auf und wurde mit dem Eisernen Kreuz zweiter Klasse ausgezeichnet.
Im Sommersemester 1919 begann Reitzenstein an der Universität Göttingen sein Studium der Fächer Klassische Philologie und Romanistik. Er wechselte mehrmals die Universität. Nach mehreren Semestern in Göttingen, Freiburg und Berlin schloss er sein Studium in Heidelberg ab, wo ihn der Philologe Franz Boll beeinflusste. Bei ihm verfasste Reitzenstein seine Dissertation über die Schrift des Theophrastos von Eresos περὶ μετεώρων (Über Himmelserscheinungen), die erst wenige Jahre zuvor von Gotthelf Bergsträßer aus dem Arabischen rückübersetzt worden war. 1923 wurde Reitzenstein mit der Dissertation Theophrast bei Epikur und Lukrez promoviert. Ein wichtiges Ergebnis seiner Arbeit war, dass erstmals die Abhängigkeit Epikurs von der Physik der Peripatetiker aufgezeigt und bewiesen wurde.
Nach dem Studium absolvierte Reitzenstein sein Probejahr und arbeitete als Privatschullehrer und Lektor in Bologna. Die schwierige wirtschaftliche Situation der 1920er Jahre verzögerte sein berufliches Fortkommen. 1926 eröffnete sich ihm die akademische Laufbahn: Er wurde Hilfsassistent an der Universität Bonn und habilitierte sich hier 1929 bei Christian Jensen mit der Schrift Zur Stiltheorie des Kallimachos. Erst 1933 wurde er zum Oberassistenten ernannt. Er verfasste zahlreiche Aufsätze zu poetologischen Themen. Seine umfangreichste Schrift aus dieser Zeit ist die Monografie Wirklichkeitsbild und Gefühlsentwicklung bei Properz (Leipzig 1936).
Kurz nach seiner Ernennung zum nichtbeamteten außerordentlichen Professor in Bonn (1937) wechselte er im Wintersemester 1937/1938 an die Universität Halle, wo er den Lehrstuhl für Gräzistik vertrat. 1938 wurde er zum Lehrstuhlinhaber (Ordinarius) ernannt. Von August 1939 bis Oktober 1940 und von August 1941 bis August 1944 leistete Reitzenstein als Reserveoffizier Dienst im Zweiten Weltkrieg. Eine Verwundung im vorletzten Kriegsjahr ermöglichte ihm die Rückkehr auf seinen halleschen Lehrstuhl. 1945 wurde Reitzenstein von der sowjetischen Militäradministration zum Professor mit Lehrauftrag umberufen. Einen Ruf an die Universität Leipzig (1948) lehnte er ab.
Reitzenstein war politisch eher konservativ eingestellt. Unter den Nationalsozialisten war er Mitglied der Volkswohlfahrt und des Nationalsozialistischen Lehrerbundes gewesen, aber nicht der NSDAP. 1945 trat er der CDU bei. Nach dem Verbot des Spirituskreises 1958 trat er aus der CDU aus, setzte sich mit dem Staatssekretär Wilhelm Girnus auseinander und floh danach im August dieses Jahres über West-Berlin in die Bundesrepublik Deutschland. Seine Bibliothek ließ er in Halle zurück. Darum nahm er seine in den 1940er Jahren unterbrochene Publikationstätigkeit lange nicht mehr auf.
Nach Lehraufträgen in Mainz und Göttingen wurde Reitzenstein 1960 zum persönlichen Ordinarius an der Universität Mainz ernannt. 1965 wurde er im Alter von 68 Jahren emeritiert. Der Tod seiner Tochter brachte ihn 1967 dazu, wieder zu publizieren. Er schrieb über die Cornelia-Elegie des Properz. Mit seiner Frau Susanna, einer ausgebildeten Pianistin, hatte er mehrere Kinder und Enkel.

## Schriften
- Theophrast bei Epikur und Lucrez (= Orient und Antike. Band 2). Winter, Heidelberg 1924.
- Wirklichkeitsbild und Gefühlsentwicklung bei Properz (= Philologus. Supplementband 29, Heft 2). Dieterich, Leipzig 1936.
- Terenz als Dichter (= Albae Vigiliae. Band 4). Pantheon, Leipzig 1940.
- Über die Elegie des Propertius auf den Tod der Cornelia (= Abhandlungen der Geistes- und Sozialwissenschaftlichen Klasse der Akademie der Wissenschaften und der Literatur in Mainz. Jahrgang 1970, Abhandlung 6). Verlag der Akademie der Wissenschaften und der Literatur, Mainz 1970.